# زاك جولدسميث
زاك جولد سميث (بالإنجليزية: Zac Goldsmith)‏ سياسي وصحفي بريطاني (20 يناير 1975 في لندن -)